# Цефпирамид
Цефпирамид (международное непатентованное название), торговое название — Тамицин (англ. Tamicin) — полусинтетический антибиотик широкого спектра действия из группы цефалоспоринов, разработанный в 1980-х годах Sumitomo Chemical Co., Ltd.в Японии. По сравнению с другими цефалоспориновыми антибиотиками цефпирамид более эффективен против синегнойной палочки и других грамотрицательных бактерий. Этот антибиотик характеризуется активной экскрецией с желчью, высокой степенью связывания с белками и продолжительным периодом полураспада в плазме крови. Период полувыведения составляет 5 часов.